# セントローレンス海路
セントローレンス海路（セントローレンスかいろ、英語: Saint Lawrence Seaway）は、大西洋から五大湖のスペリオル湖まで船が航行できる、一連の運河網を指す共通名である。法的にはモントリオールからエリー湖までで、ウェランド運河と五大湖水路を含んでいる。海路の名前は、オンタリオ湖から大西洋まで、海路がたどっているセントローレンス川から採られている。海路の区間は連続した運河ではなく、多くの閘門と天然の水路上にある難所を迂回する短い水路からなっている。

## 歴史

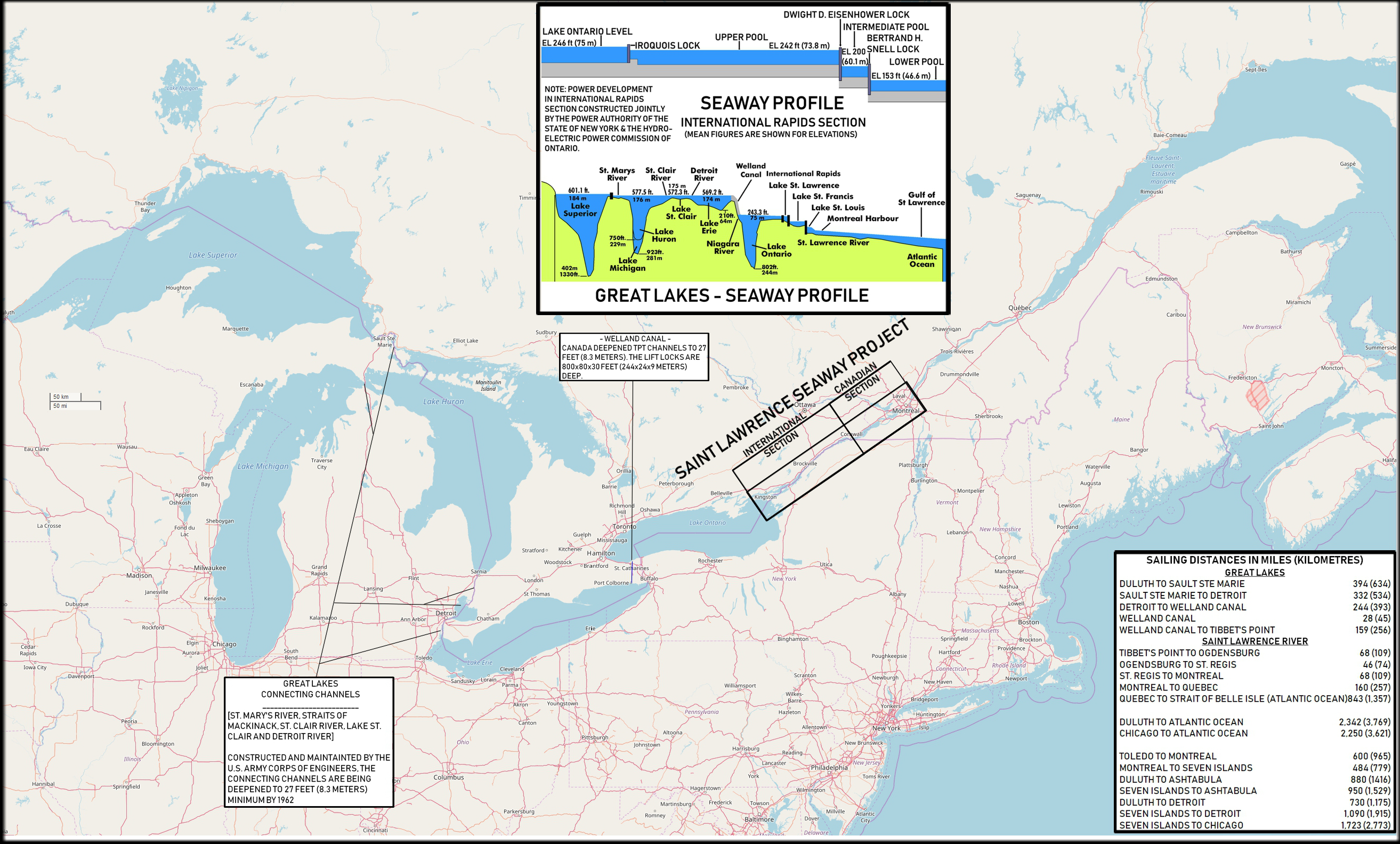
五大湖とセントローレンス海路(1959)

セントローレンス海路以前には多くの運河があった。1862年の時点では、セントローレンス川の閘門は全長186 フィート（約57 m）、全幅44 フィート 6 インチ（約13.6 m）、喫水9 フィート（約2.7 m)の船を通すことができた。その当時のウェランド運河は、全長142 フィート（約43 m）、全幅26 フィート（約7.9 m）、喫水10 フィート（約3 m）の船を通すことができたが、一般的には大型の外洋を航行する船を通すためには小さすぎた。
1909年から海路の提案が出されたが、アメリカ合衆国では鉄道や港湾関係のロビイストからの抵抗に遭った。既存の運河を置き換えることに加えて、水力発電がこの計画の目的に加えられて推進された。海路建設協定が何度も拒絶された後、カナダ政府がプロジェクトを一方的に推進する用意があることを宣言した1954年になって建設に合意された。海路は4億7000万 米ドルを要して1959年に開通し、そのうち3億3620万ドルをカナダ政府が負担した。エリザベス2世とアイゼンハワー大統領が、ケベック州サン・ランベール (Saint-Lambert) で公衆に向けて演説を行った後、王室ヨットのブリタニア (HMY Britannia) で短い航海を行って、公式に海路が開通した。
海路の開通によりエリー運河が時代遅れになったとしばしば評されており、これゆえニューヨーク州北部のいくつかの町に深刻な経済衰退をもたらしたとされている。

## 閘門と水路の寸法
海路を通航可能な船の大きさは、閘門の大きさによって規定されている。セントローレンス海路とウェランド運河の閘門は、全長766 フィート（約233 m）、全幅80 フィート（約24 m）、喫水30 フィート（約9.1 m）である。許可されている最大の船の大きさはこれよりわずかに小さく、全長740 フィート（約230 m）、全幅78 フィート（約24 m）、喫水26 フィート（約7.9 m）となっており、五大湖で使用される海路開通以後の船の多くがこの非公式にシーウェイマックスと呼ばれている最大寸法に従って設計されている。五大湖で使用されるレイクフレイターと呼ばれる貨物船の大型のものは、五大湖で建造されており海路を通じて海へ出ることはできない。五大湖水路にある唯一の閘門は全長1,200 フィート（約370 m）、全幅110 フィート（約34 m）、喫水32 フィート（約9.8 m）であるが、水路はこの深さが維持されていない。
水深もまた、とくにセントローレンス川のような接続水路では船にとってのさらなる障害である。海路の水深はケベックより下流では41 フィート（約12 m）でパナマックスと同じ深さであり、ケベックとDeschaillons-sur-Saint-Laurentの間は35 フィート（約11 m）、モントリオールまでは37 フィート（約11 m）で、モントリオールより上流では28 フィート（約8.5 m）である。五大湖水路ではこれよりわずかに浅く、25 - 27 フィート（約7.6 - 8.2 m）である。1990年代末、海路はより深く、幅も拡張されて、大西洋からモントリオールまでのパナマックスに近い大きさの船が増加した。
拡張提案
水路の深さと閘門の大きさから、世界中の洋上用船舶のわずか10 パーセントのみしか海路全体を航行できない。1960年代初期から、海路を拡張する提案が出されているが、あまりに費用が掛かり、環境問題があって経済的にも見合わないということから否決されてきている。五大湖の水位低下によってもまた、近年問題に直面する船が出てきている。

## 用途

### 貨物
2008年現在、海路は主にばら積み貨物を出荷するために用いられているが、大規模なコンテナ輸送のために用いる可能性についても同様に検討されている。もし計画が推進されたら、オンタリオ湖に面したニューヨーク州のオスウィーゴ からフィーダー船がコンテナをノバスコシア州のメルフォード国際ターミナル (Melford International Terminal) へ運んで、そこで大型の洋上用コンテナ船へ積み替えることになっている。

### 娯楽提供
海路によって、ボート漕ぎ、キャンプ、釣り、スキューバダイビングなどの娯楽が提供されている。特筆すべきこととして、海路の中には娯楽目的のスキューバで潜水可能な130 フィート（約40 m）以下の浅い場所に多くの沈没船の残骸がある。驚くべきことに、夏の半ばから末期にかけてはサーモクラインのほとんどない21 度ほどの水温がある。

## 環境への影響
失われた村
オンタリオ州コーンウォール とニューヨーク州マッセナのすぐ上流にあるロング・ソールト (Long Sault) の急流を航行可能にし、また水力発電所を建設するために、人工湖を建設する必要があった。セントローレンス湖と呼ばれるこの湖は、今ではまとめて「失われた村」(The Lost Villages) と呼ばれるオンタリオ州の10の村を1958年7月1日に水没させた。ニューヨーク州側も水没したが、これによって影響を受けた村は無かった。
外来生物
海路の建設によってまた、ヤツメウナギやカワホトトギスガイ（ゼブラ貝、Zebra mussel）などの水生の外来生物が五大湖盆地に入ってくることになった。こうした生物は、船舶のバラスト水によって持ち込まれている。